# Adelheid
Az Adelheid német eredetű női név. Több részből áll, elemeinek jelentése nemes és  alak, személy.

## Rokon nevek
Adelaida, Ada,  Adél, Adela, Adéla, Adélia, Adelin, Adelina, Adelgund, Adelgunda, Adina, Alett, Aletta, Alicia, Alícia, Alitta, Alida, Aliz, Alíz, Aliza, Éda, Edda, Elke, Etelka, Heidi

## Gyakorisága
Az újszülötteknek adott nevek körében az 1990-es években az Adelheid szórványos név volt, a 2000-es és a 2010-es években nem szerepel a 100 leggyakoribb női név között.
A teljes népességre vonatkozóan az Adelheid sem a 2000-es, sem a 2010-es években nem szerepelt a 100 leggyakrabban viselt női név között.

## Névnapok
február 5., december 16.

## Híres Adelheidek
- Adelheid, I. András király lánya
- Adelhaid magyar királyné, I. László magyar király felesége
- Szász-Meiningeni Adelheid, IV. Vilmos brit király felesége, az ausztrál Adelaide városának névadója